# Paje
Paje – wieś w Botswanie w dystrykcie Central. Według spisu ludności z 2011 roku wieś liczyła 2507 mieszkańców.